# Royal Opera House

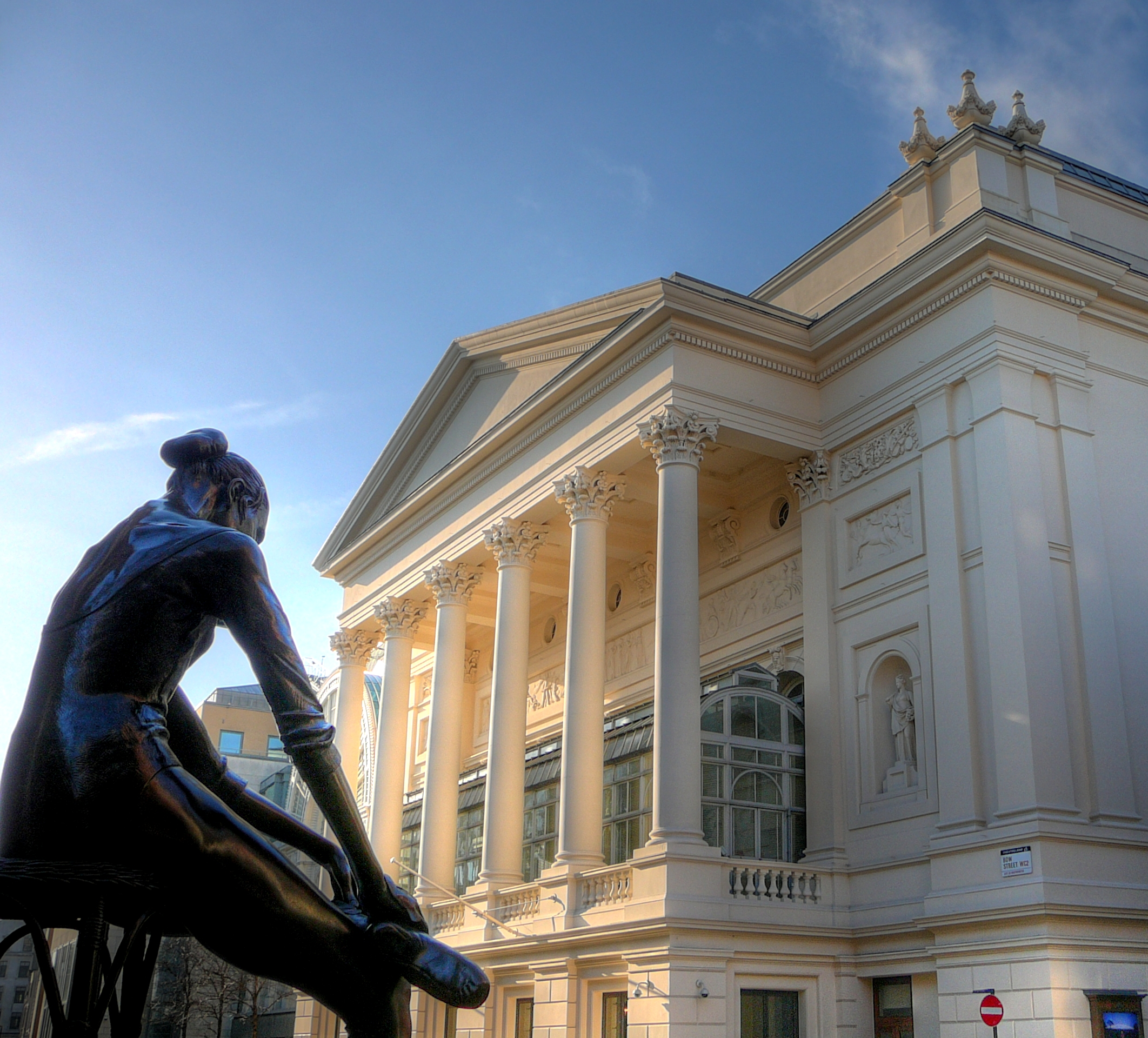
Ansicht des Royal Opera House

The Royal Opera House in Covent Garden, London, ist das bedeutendste britische Opernhaus. Es ist die Heimat der Royal Opera, des Royal Ballet und des Orchestra of the Royal Opera House, das bisweilen auch Covent Garden Orchestra genannt wird. 2024 betrug die Besucherzahl etwa 796.000 Personen.

## Geschichte

### Erster Bau

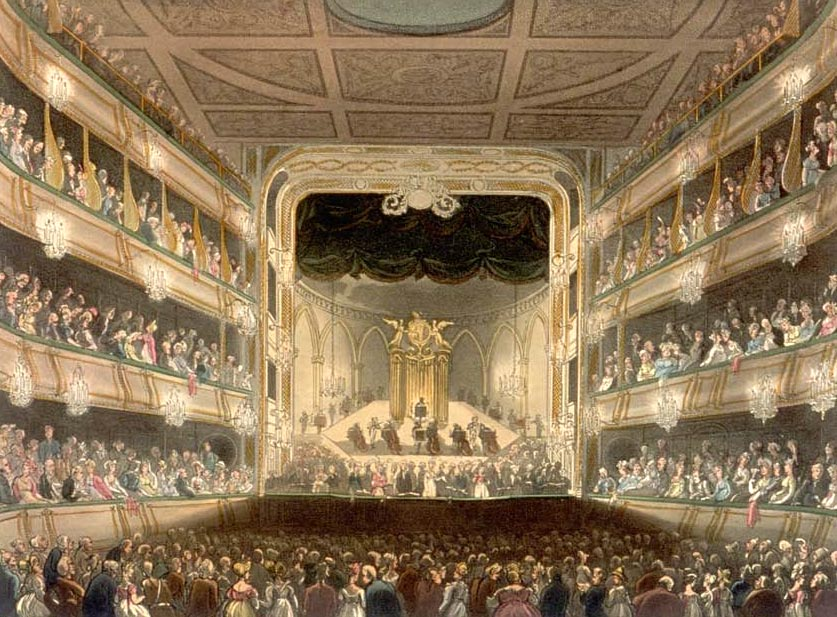
Innenansicht des Theaters vor dem Brand 1808

Das erste Theatergebäude an dieser Stelle, das damalige Theatre Royal (siehe Patent Theatre) wurde von Edward Shepherd entworfen. Es wurde am 7. Dezember 1732 mit einer Aufführung von William Congreves The way of the world eröffnet. Obwohl schon ab 1735 auch Opern, zum Beispiel von Händel, aufgeführt wurden, blieb das Haus doch hauptsächlich ein Schauspielhaus. Am 20. September 1808 brannte es allerdings ab. Eine deutsche Zeitung berichtete:

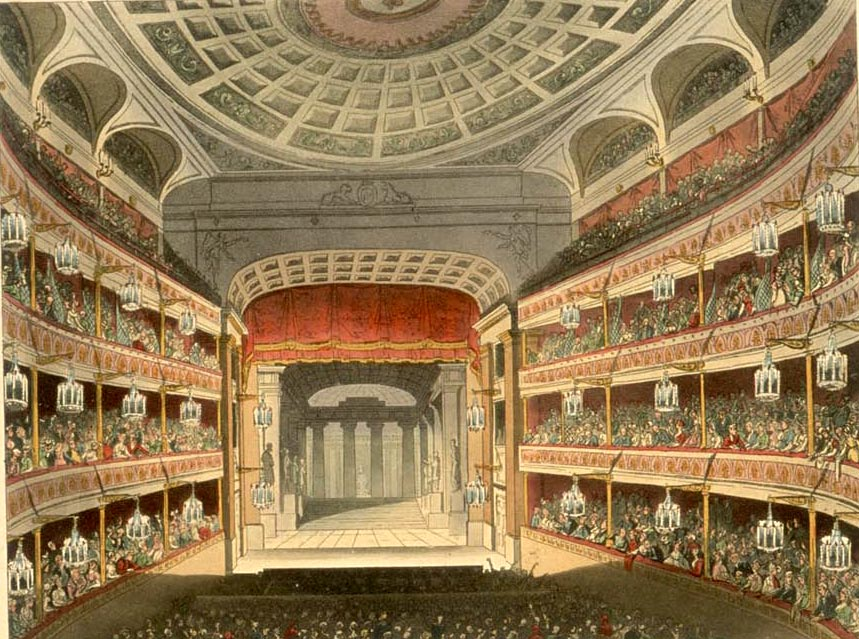
Innenansicht des neuen Theaters kurz nach der Eröffnung (1810)

„Am 20. dieß Morgens 4 Uhr stand dasselbe, man weiß noch nicht, durch welche Ursache, plötzlich in Flammen, und nach 3 Stunden lag es auch schon in der Asche. Das Dach des Schauspielhauses stürzte unter entsetzlichem Krachen zusammen. Mehrere Sprützenleute [Feuerwehrmänner], die sich in das Innere des Gebäudes gewagt hatten, verloren dabey das Leben; 15 derselben sind bereits halb verbrannt unter dem Schutt hervor gezogen worden. Eine beträchtliche Anzahl anderer wurden stark beschädigt. Man kann die Umgekommenen und Blessirten auf wenigstens 40 schätzen. Von den benachbarten Häusern brannten 14 ab. An Theaterdekorationen wurde beynahe gar nichts gerettet. Unter den Musikalien, die durch den Brand vernichtet worden, bedauert man vorzüglich ungedruckte Originalstücke von Händel und andern großen Komponisten. Das Coventgardentheater ist mit 58,000 Pfund Sterling assecurirt. Während des Brandes hatten Bösewichte angefangen zu stehlen; man hat 8 derselben verhaftet.“

### Zweiter Bau
Nach der Zerstörung des Gebäudes beauftragte man den Architekten Robert Smirke mit dem sofortigen Wiederaufbau. Ein Jahr später, am 18. September 1809, wurde das Theater mit einer Aufführung von Macbeth wiedereröffnet. In der Folgezeit wurden neben Theaterstücken auch Oper und Ballett gezeigt.
1846 kam der Dirigent Michael Costa zum Theatre Royal und mit ihm fast seine ganze Opernkompanie. Der Innenraum des Theaters wurde nach Entwürfen von Benedetto Albano völlig umgestaltet. Schließlich wurde das Haus als Königliche Italienische Oper mit Gioacchino Rossinis Semiramide wiedereröffnet.

### Dritter Bau

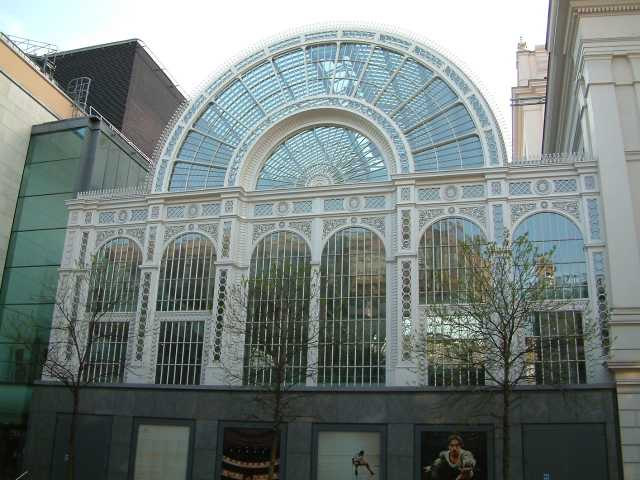
Paul Hamlyn Hall oder Floral Hall

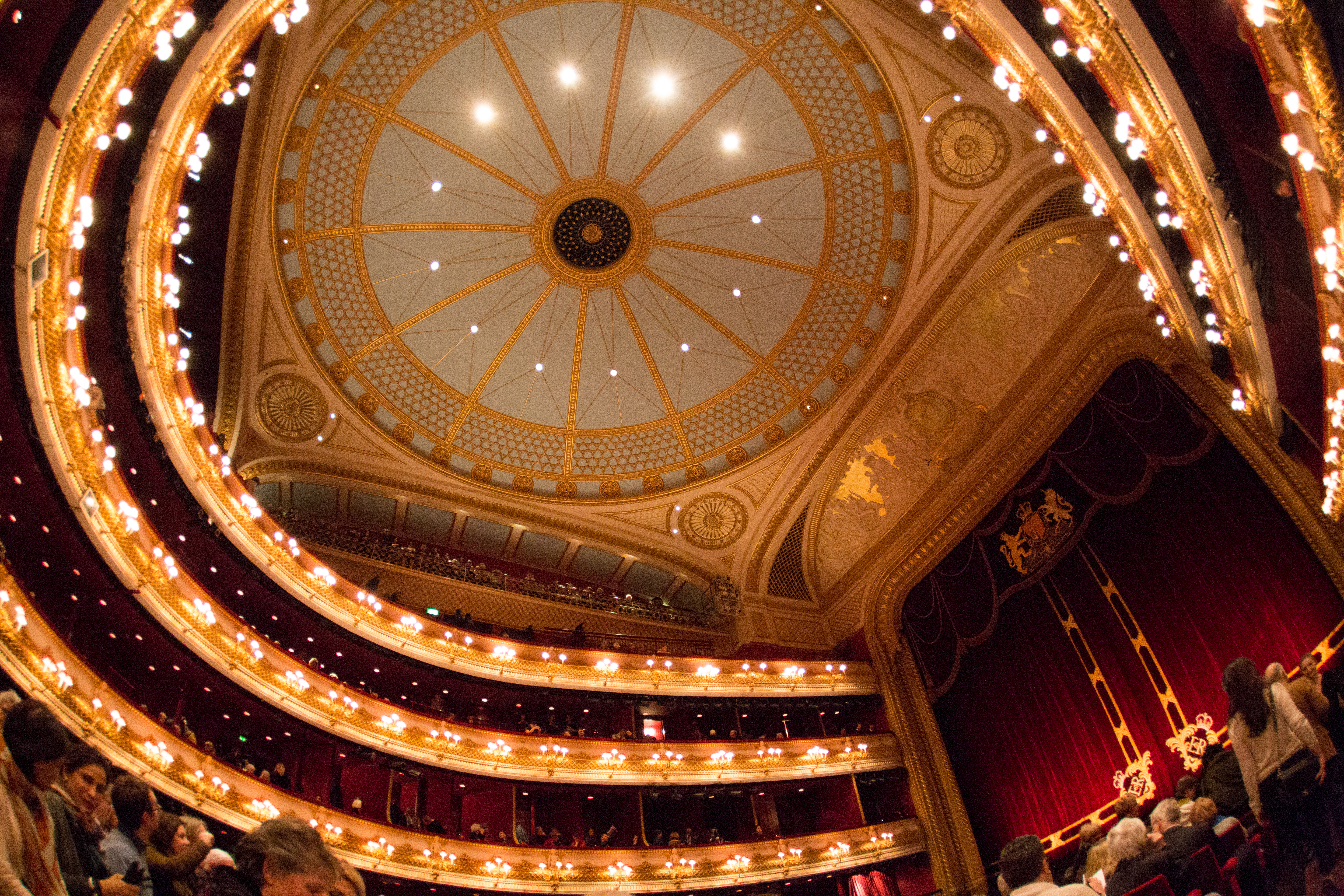
Hauptsaal (2015)

Am 5. März 1856 wurde das Gebäude erneut durch ein Feuer völlig zerstört. Der Wiederaufbau verzögerte sich durch Schwierigkeiten bei der Finanzierung. Am 15. Mai 1858 fand die Wiedereröffnung statt.
1892 wurde das Haus offiziell zum Royal Opera House. Das Repertoire wurde ständig erweitert. Außerhalb der Spielzeit blieb das Haus geschlossen oder wurde für andere Zwecke wie Filmvorführungen oder Cabaret verwendet. Während des Ersten Weltkriegs wurde das Gebäude als Lagerraum genutzt. Während des Zweiten Weltkriegs wurden dort Tanztees veranstaltet.
Nach dem Ende des Zweiten Weltkriegs wurde David Webster zum Generaldirektor des Hauses ernannt und man bot dem Sadler’s Wells Ballet unter der Leitung von Ninette de Valois das Haus als permanente Heimat an. Die Wiedereröffnung fand am 20. Februar 1946 mit einer Aufführung von Dornröschen statt.
Von 1996 bis 2000 wurde das Gebäude saniert und erweitert. In dieser Zeit blieb das Haus geschlossen.
Seit 2007 werden jedes Jahr im Februar im Royal Opera House die British Academy Film Awards verliehen.
Im Oktober 2022 wurde bekanntgegeben, dass Jakub Hrůša ab September 2025 regulär Musikdirektor des Royal Opera House werden soll, den Posten aber als designierter Musikdirektor mit sofortiger Wirkung übernehme.
Im Juni 2023 wurde bekannt, dass Speranza Scappucci ab der Saison 2025/26 Erste Gastdirigentin werden soll. Zuvor hatte die Royal Opera mit Daniele Gatti bis 1997 einen Ersten Gastdirigenten.

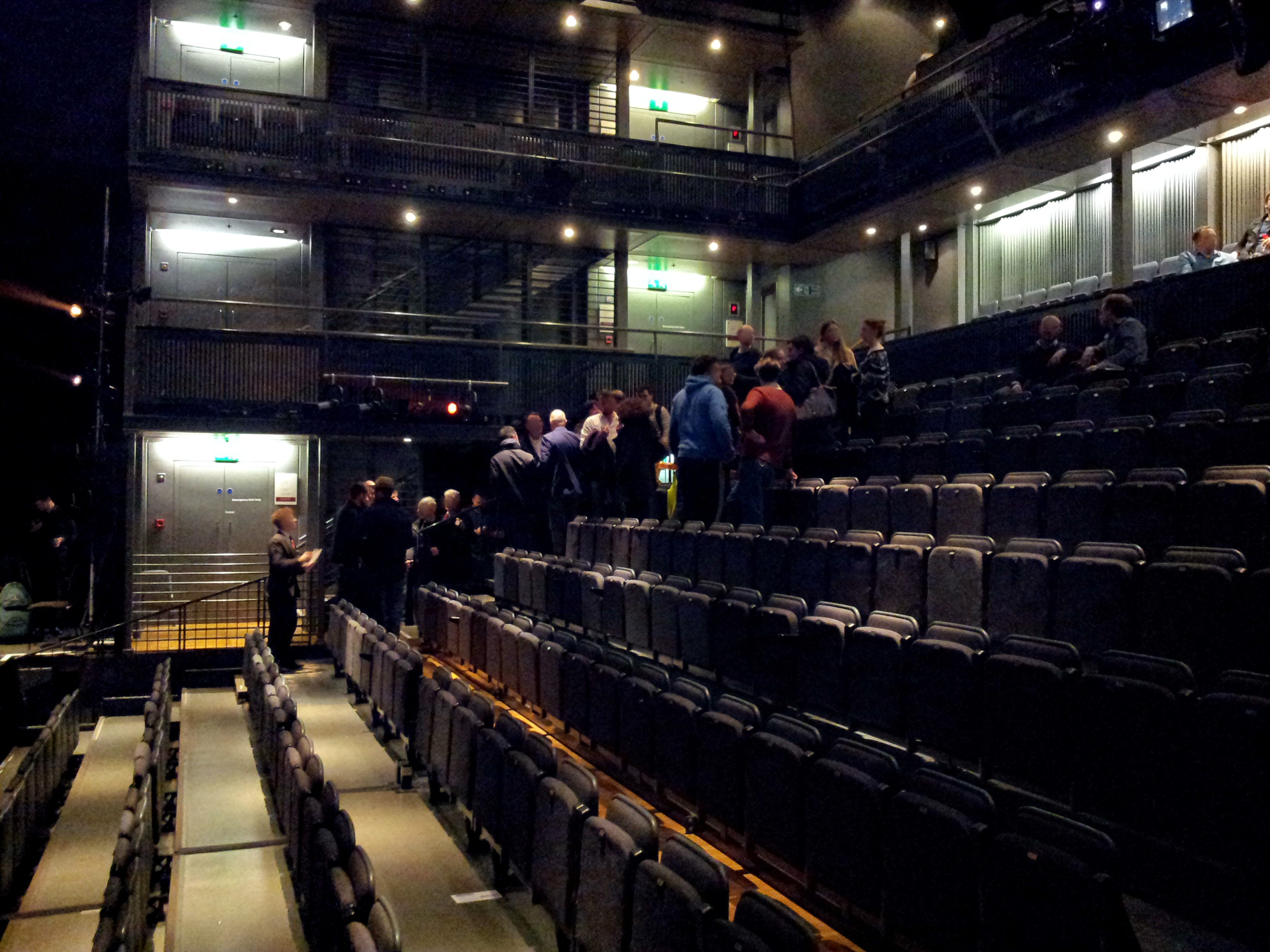
Linbury Studio Theatre
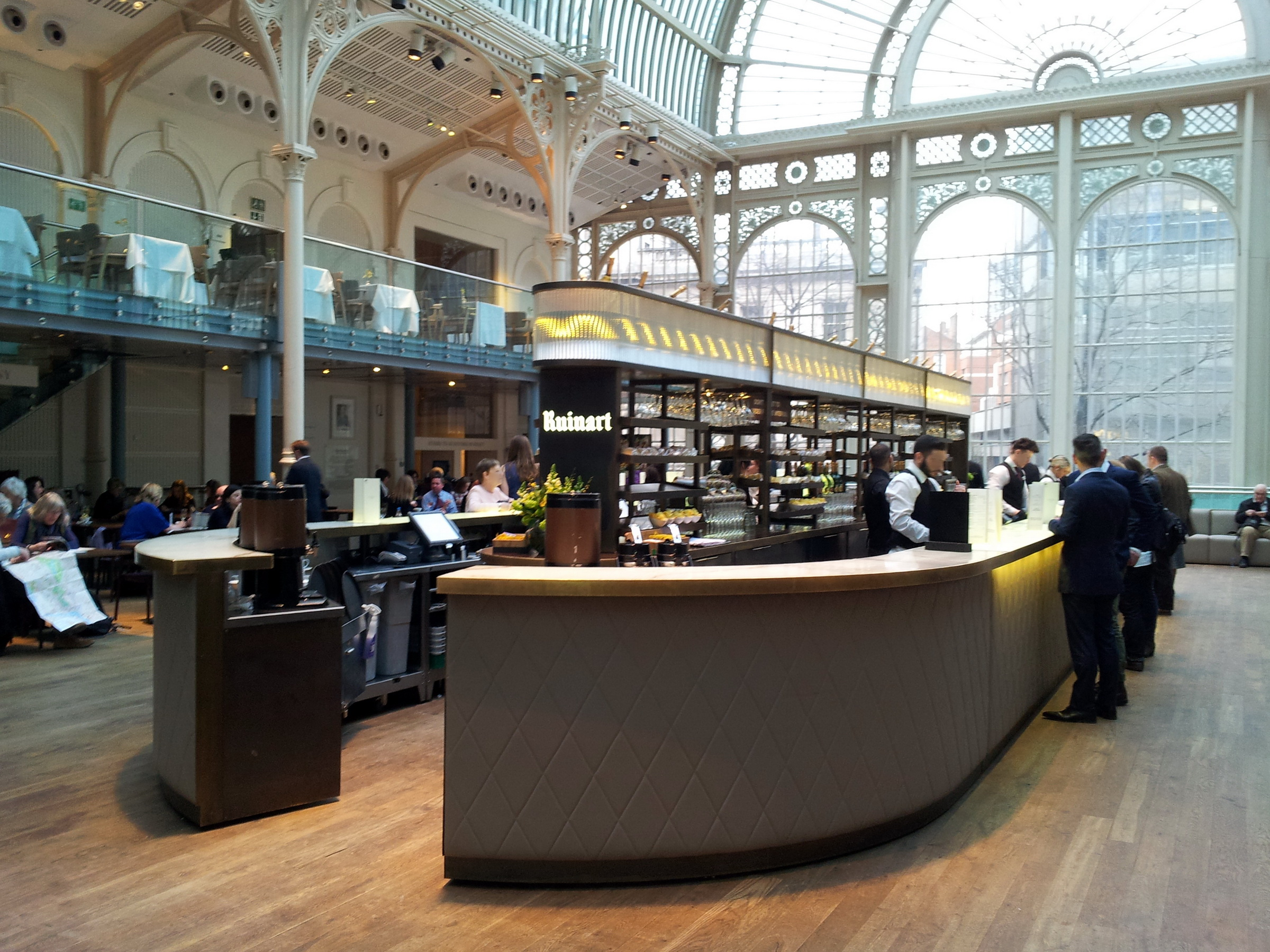
Floral Hall
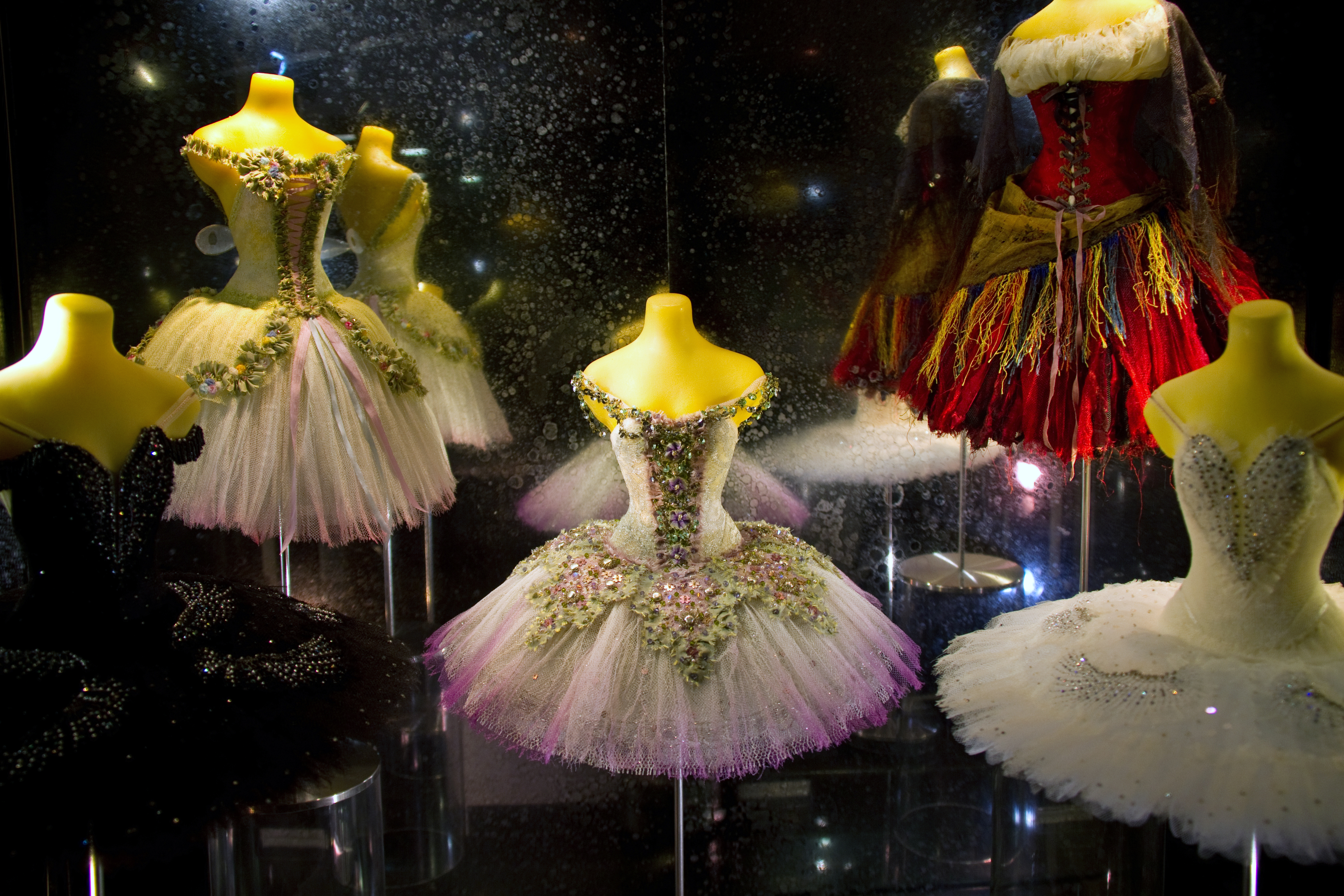
The Little Costume Shop

## Trivia
Laut Auskunft des Opernhauses sollen sich die besten Plätze in der zehnten Reihe befinden. Es handelt sich dabei um die Parkettplätze 14, 15, 16 und 26 der Reihe K 7.